# الخطة العايمة (فلم)
الخطة العايمة فيلم كوميدي مصري من إنتاج سنة 2020. الفيلم من إخراج معتز التوني، ومن تأليف أحمد عبد الوهاب، وكريم سامي، وإنتاج شهد محمد رمزي، ومن بطولة علي ربيع، ومحمد عبد الرحمن، وغادة عادل، وعمرو عبد الجليل.

## ملخص القصة
في إطار كوميدي خفيف تدور الأحداث حول أحد الأشخاص يتطلع إلى سرقة أحد البنوك لوجود أوراق هامة في الخزانة، فيتفق مع عمرو عبد الجليل، وغادة عادل لتولي المهمة، واللذان يختاران اللصان الساذجان حمزون، وعبد الله لتنفيذ تلك المهمة، ويبدآن في تدريبهما.

## طاقم العمل
- على ربيع بدور حمزون
- محمد عبد الرحمن بدور على الله
- غادة عادل بدور ياسمين
- عمرو عبد الجليل بدور جلال عبد العزيز
- بيومي فؤاد بدور نشأت
- صلاح عبد الله
- أحمد عبد العزيز
- محمد فاروق شيبا
- ياسر الطوبجي
- هدير ممدوح
- عادل الحسيني
- نور رضا

## الإنتج

### التطوير
كان يحمل الفيلم في البداية اسم الخطة العامية لكن تغير إسمه بسبب المؤلف عمر طاهر انه كتب فيلم بعنوان الخطة العامية أيضًا منذ 4 سنوات من بطولة محمد هنيدى وإخراج اسلام خيرى وكان من المقرر تصويره لكن تم تأجيله. وفي النهاية تم تغير إسمه إلى الخطة العايمة.

## وصلات خارجية
- مقالات تستعمل روابط فنية بلا صلة مع ويكي بيانات